# 朝潮橋站
朝潮橋站（日语：／ Asashiobashi eki */?）是位於日本大阪府大阪市港區田中，屬於大阪市高速電氣軌道（大阪地下鐵）中央線的鐵路車站，車站編號C12。

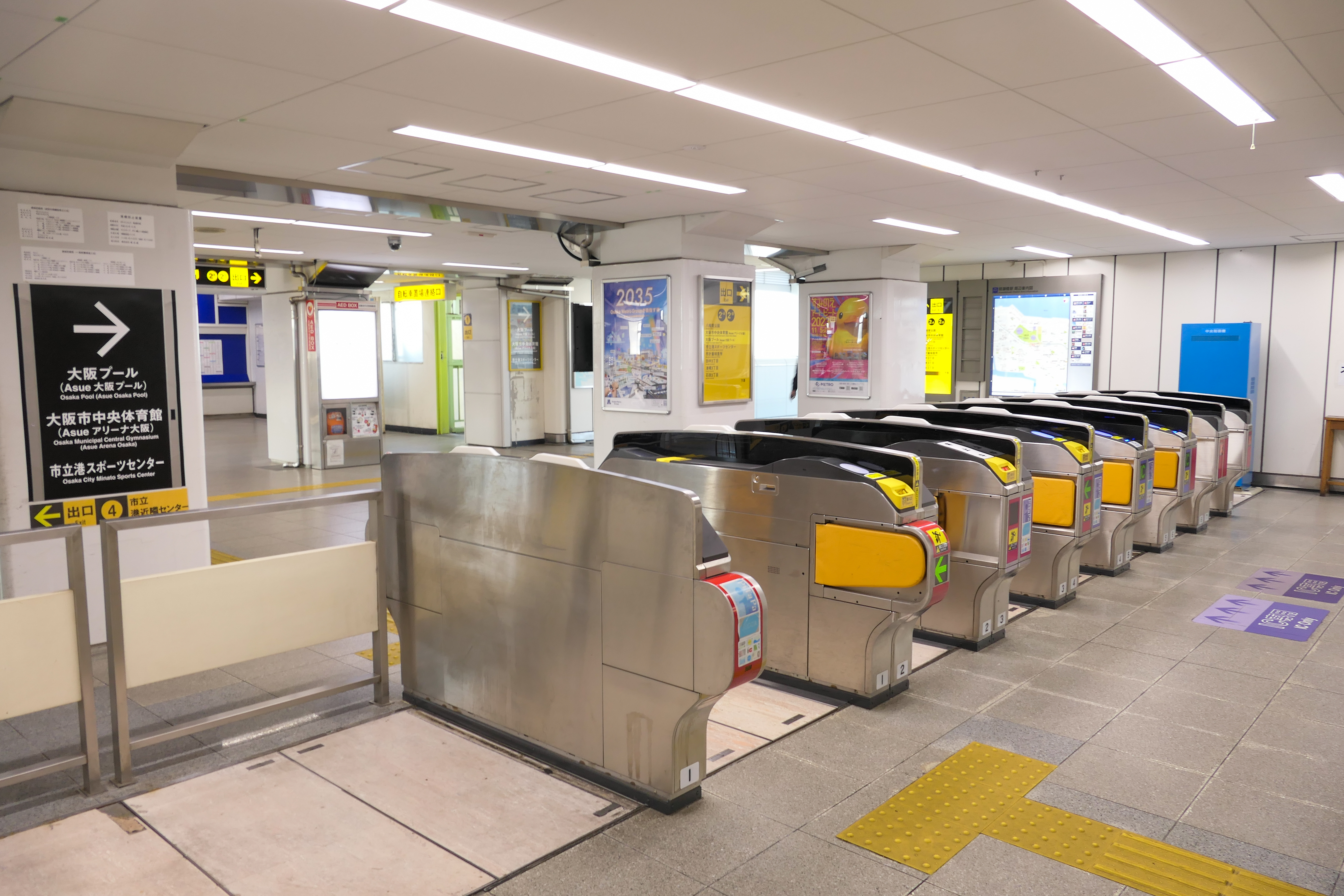
西驗票口（2023年10月）

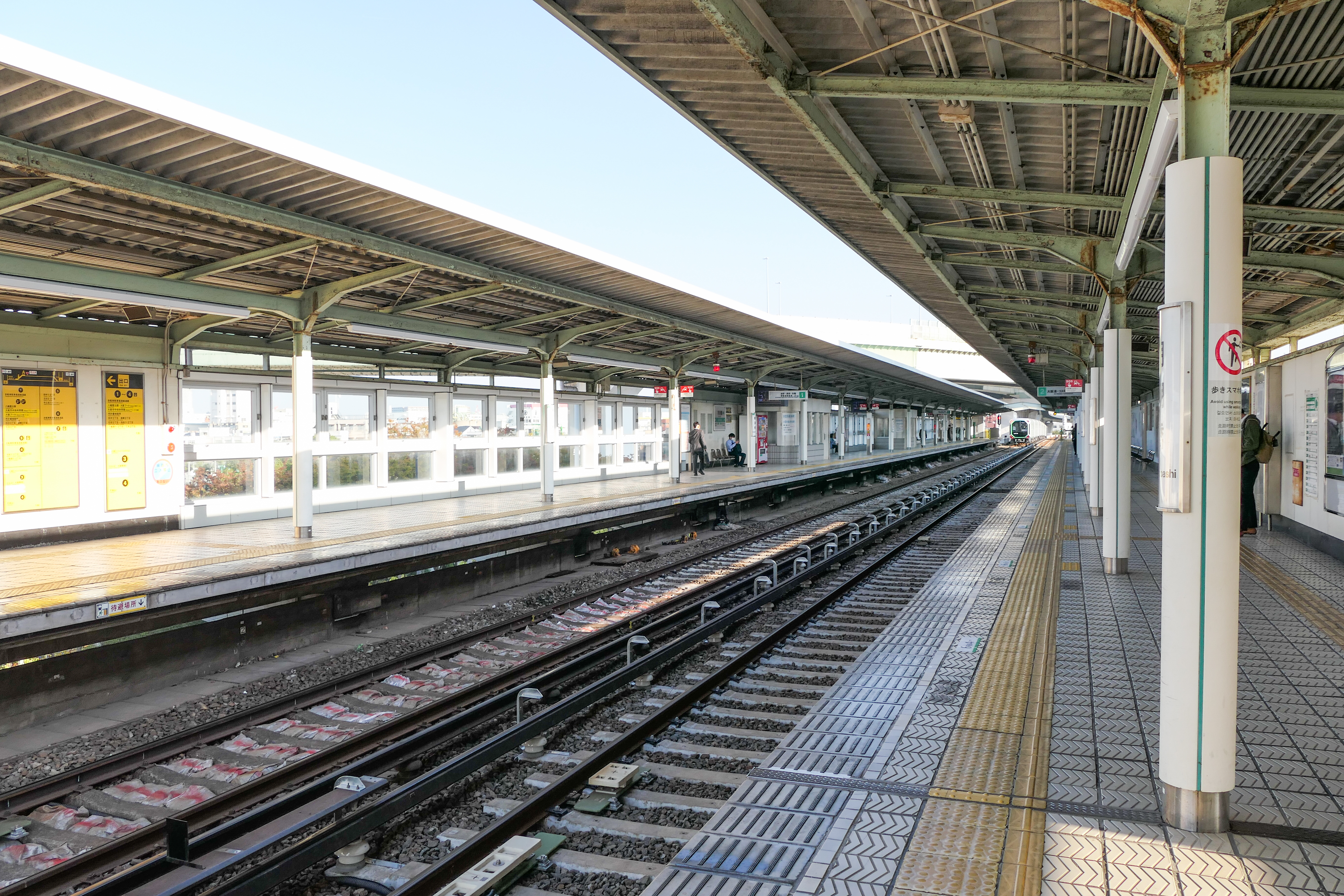
月台（2023年10月）

## 車站構造
本站雖然是地下鐵路線沿線的車站，但實際上是高架車站。中央走道與剪票口位於二樓，軌道與月台則位於三樓。站內設有一座側式月台共兩條乘車線。

### 月台配置
| 月台 | 路線   | 目的地                               |
| ---- | ------ | ------------------------------------ |
| 1    | 中央線 | 本町、長田、生駒、學研奈良登美丘方向 |
| 2    | 中央線 | 大阪港、夢洲方向                     |

## 利用狀況
2018年11月13日1日上下車人次為21,164人（上車人次：10,719人，下車人次：10,445人）。
| 年度   | 調查日   | 上車人次 | 下車人次 | 上下車人次 |
| ------ | -------- | -------- | -------- | ---------- |
| 1985年 | 11月12日 | 12,404   | 11,835   | 24,239     |
| 1987年 | 11月10日 | 11,160   | 11,007   | 22,167     |
| 1990年 | 11月06日 | 10,544   | 10,713   | 21,257     |
| 1995年 | 2月15日  | 11,226   | 11,063   | 22,289     |
| 1998年 | 11月10日 | 10,362   | 10,350   | 20,712     |
| 2007年 | 11月13日 | 9,893    | 9,800    | 19,693     |
| 2008年 | 11月11日 | 9,912    | 9,559    | 19,471     |
| 2009年 | 11月10日 | 9,787    | 9,653    | 19,440     |
| 2010年 | 11月09日 | 9,654    | 9,423    | 19,077     |
| 2011年 | 11月08日 | 9,679    | 9,469    | 19,448     |
| 2012年 | 11月13日 | 9,602    | 9,451    | 19,053     |
| 2013年 | 11月19日 | 9,622    | 9,436    | 19,058     |
| 2014年 | 11月11日 | 9,837    | 9,664    | 19,501     |
| 2015年 | 11月17日 | 10,116   | 9,903    | 20,139     |
| 2016年 | 11月08日 | 10,290   | 10,078   | 20,368     |
| 2017年 | 11月14日 | 10,467   | 10,179   | 20,646     |
| 2018年 | 11月13日 | 10,719   | 10,445   | 21,164     |

## 歷史
- 1961年（昭和36年）12月11日：隨4號線大阪港至弁天町間路段啟用開業。
- 2018年（平成30年）4月1日：大阪市交通局民營化，成為大阪市高速電氣軌道（大阪地下鐵）的車站。

## 其他
在弁天町及本町（當時是臨時車站）還是終點站的時代，在朝潮橋車站南側設有一個名為「港車廠」（港検車場）的車輛檢修基地。但在1977年森之宮檢車場啟用後，所有相關的車輛維護工作皆陸續轉移至該處，港檢車場則在用於市交通局教育訓練用途（朝潮橋研修所）一段時間之後，拆除作為建設住宅與收費停車場的用途。

## 相鄰車站
大阪市高速電氣軌道（大阪地下鐵）
 中央線
大阪港（C11）－朝潮橋（C12）－弁天町（C13）

## 外部連結
- 車站Guide：朝潮橋 - Osaka Metro

34°39′39″N 135°26′56″E / 34.66083°N 135.44889°E